# Собор Паризької Богоматері (фільм, 1956)

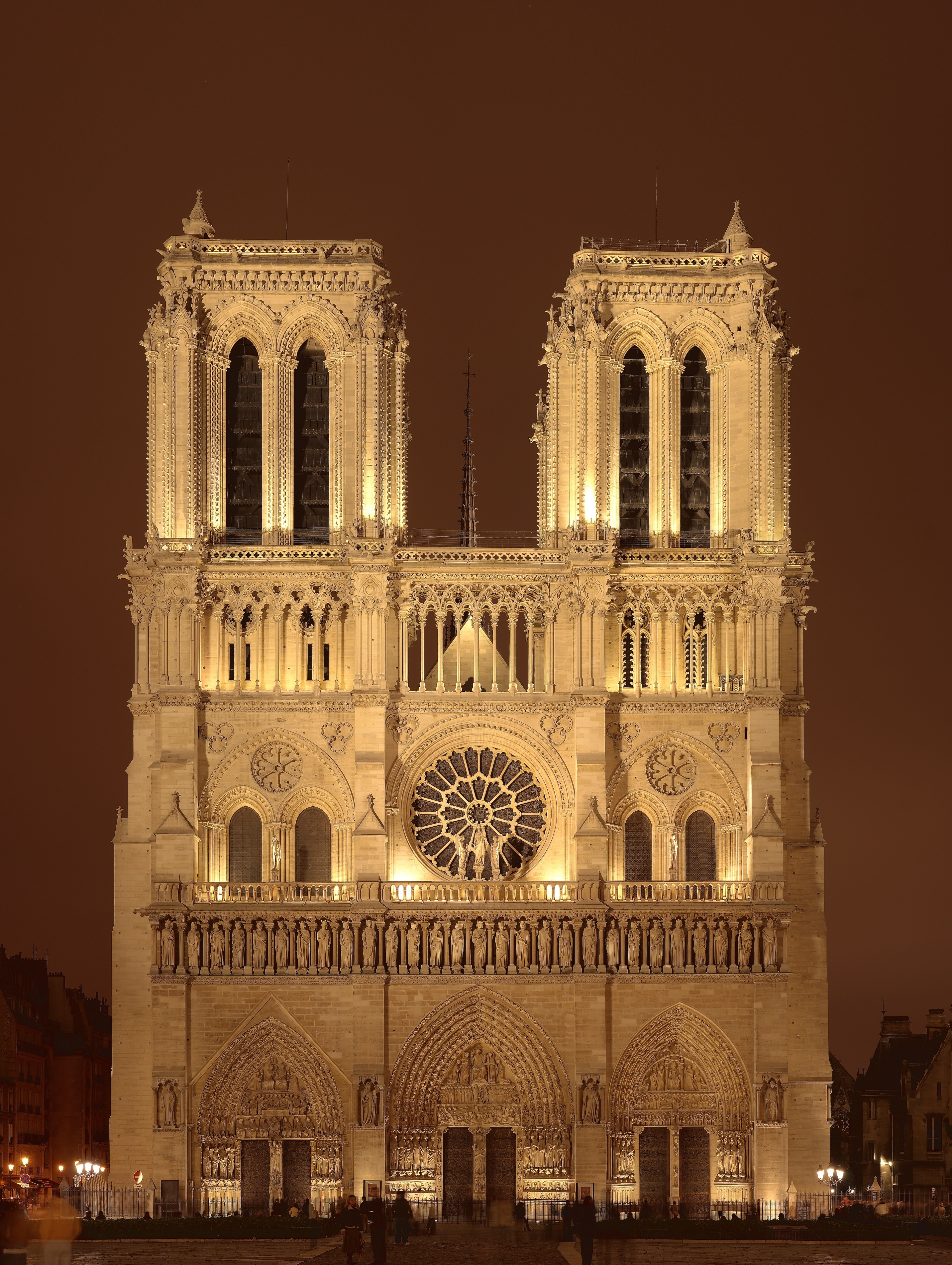
Собор Паризької Богоматері

«Собор Паризької Богоматері» (фр. Notre-Dame de Paris Notre-Dame de Paris) — фільм за романом Віктора Гюго «Собор Паризької Богоматері». Постановку цього масштабного проекту здійснив володар Гран-прі Каннського фестивалю, режисер Жан Деланнуа. Натурні зйомки, розкішні костюми і чудова гра знаменитих акторів Джини Лоллобриджиди, Ентоні Квінна і Алена Кюні.

## Сюжет
Фільм переносить глядачів у середньовічний Париж, де відбуваються всі дії. Циганка Есмеральда своєю красою зводить з розуму чоловіків. У неї таємно закоханий Клод Фролло, суворий священик з Собору Паризької Богоматері. Вихованець святого отця, горбань Квазімодо, також зачарований смаглявою танцюристи. А дівчина зберігає вірність аристократу на ім'я Феб. Очманілий ревнощами священик ранить його. У злочині звинувачують Есмеральду і судді засуджують дівчину до смерті через повішення. Феб не робить нічого задля її порятунку, але на допомогу коханій приходить горбань Квазімодо. Кінцівка фільму частково відрізняється від роману: Есмеральда була вбита стрілою при штурмі собору. Її останні слова: «Життя прекрасне» (фр. «C'est beau, la vie» «C'est beau, la vie»).

## У ролях
Ентоні Куїнн КвазімодоДжина ЛоллобриджидаЖан ДаніАлен Кюні
| актор                         | роль                       |
| ----------------------------- | -------------------------- |
| Есмеральда                    |                            |
| Феб де Шатопер Феб де Шатопер |                            |
| Клод Фролло                   |                            |
| Робер Ірш                     | П'єр Гренгуар              |
| Даніель Дюмон                 | Флер-де-Ліс                |
| Філіп Клей                    | Клопен Труйльфу            |
| Моріс Сарфати                 | Жеан Фролло де Молендіно   |
| Жан Тіссьє                    | король Людовик XI          |
| Валентайн Тессьер             | Алоїза Гонделор'є          |
| Жак Іллінг                    | прокурор Метр Жак Шармолю  |
| Жак Дюфійо                    | Гійом Руссо                |
| Роже Блен                     | Матіас Хунгаді             |
| Маріанн Освальд               | стара Фалурдель            |
| Роланд Байлі                  | кат                        |
| Камілл Герін                  | голова суду                |
| Роберт Ломбард                | Метр Жак Коппеноль         |
| Альбер Ремі                   | Юпітер                     |
| Юбер де Лапаран               | Гійом де Аранкур           |
| Борис Віан                    | Кардинал Карл II де Бурбон |

## Цікаві факти
Джина Лоллобриджида в цьому фільмі вважається найуспішнішим екранним втіленням Есмеральди. Одна з причин успіху, ймовірно, те, що актриса наважилася зіграти циганку босою. У романі Віктора Гюго героїня носить черевички.[джерело не вказане 2540 днів]

## Нагороди
- 1957 — Bambi Awards в номінації «Краща актриса» (Джина Лоллобриджида)